# Ulrike Vedder
Ulrike Vedder (* 1963) ist eine deutsche Literaturwissenschaftlerin und Germanistin. Seit 2009 ist sie Professorin am Institut für deutsche Literatur an der Humboldt-Universität zu Berlin.

## Leben
Ulrike Vedder studierte Germanistik, Romanistik und Erziehungswissenschaften in Münster und Hamburg. Im Jahr 2000 wurde sie mit der Schrift Geschickte Liebe. Zur Mediengeschichte des Liebesdiskurses im Briefroman „Les Liaisons dangereuses“ und in der Gegenwartsliteratur an der TU Berlin promoviert.
Von 1999 bis 2009 war sie wissenschaftliche Mitarbeiterin am Zentrum für Literatur- und Kulturforschung in Berlin.
2009 habilitierte sie sich mit der Arbeit Das Testament als literarisches Dispositiv im 19. Jahrhundert an der TU Berlin.
Im selben Jahr wurde sie auf den Lehrstuhl für Neuere deutsche Literatur vom 18. Jahrhundert bis zur Gegenwart / Theorien und Methoden der literaturwissenschaftlichen Geschlechterforschung an der HU Berlin berufen und ist dort u. a. Sprecherin am Zentrum für transdisziplinäre Geschlechterstudien.
Vedder ist Mitherausgeberin der Zeitschrift für Germanistik.

## Schriften

### Monographien
- Das Testament als literarisches Dispositiv. Kulturelle Praktiken des Erbes in der Literatur des 19. Jahrhunderts. München 2011, ISBN 978-3-7705-5061-6 (zugleich Habilitation).
- (zusammen mit Ohad Parnes und Stefan Willer): Das Konzept der Generation. Eine Wissenschafts- und Kulturgeschichte. Frankfurt am Main 2008 ISBN 978-3-518-29455-0.
- Geschickte Liebe. Zur Mediengeschichte des Liebesdiskurses im Briefroman „Les Liaisons dangereuses“ und in der Gegenwartsliteratur. Köln/ Weimar/ Wien 2002, ISBN 978-3-4121-0002-5 (zugleich Dissertation).

### Als Herausgeberin
- (mit Elisabeth Strowick): Wirklichkeit und Wahrnehmung. Neue Perspektiven auf Theodor Storm. Bern 2013, ISBN 978-3-0343-1404-6.
- (mit Corina Caduff und Anne-Kathrin Reulecke): Passionen. Objekte – Schauplätze – Denkstile. München 2010, ISBN 978-3-7705-5006-7.
- (mit Wolfgang Kreher): Von der Jägerstraße zum Gendarmenmarkt. Eine Kulturgeschichte aus der Berliner Friedrichstadt. Berlin 2006, ISBN 978-3-7861-2553-2.
- (mit Corina Caduff): Chiffre 2000 – Neue Paradigmen in der Gegenwartsliteratur. München 2005, ISBN 978-3-7705-4178-2.
- (mit Ohad Parnes, Sigrid Weigel und Stefan Willer): Generation. Zur Genealogie des Konzepts – Konzepte von Genealogie. München 2005, ISBN 978-3-7705-4082-2.
- (mit Maria E. Müller): Reflexive Naivität. Zum Werk Marieluise Fleißers. Berlin 2000, ISBN 978-3-503-04961-5.